# Temporada 1991-92 de los Boston Celtics
La temporada 1991-92 fue la cuadragésimo sexta de los Boston Celtics en la NBA. La temporada regular acabó con 51 victorias y 31 derrotas, acabando segundos de la Conferencia Este y clasificándose para los playoffs, donde cayeron en semifinales de conferencia ante los Cleveland Cavaliers. Esta sería la última temporada en activo de Larry Bird.

## Elecciones en el Draft
| Ronda | Puesto | Jugador  | Posición | Nacionalidad | Universidad/Club |
| ----- | ------ | -------- | -------- | ------------ | ---------------- |
| 1     | 24     | Rick Fox | Alero    | Canadá       | North Carolina   |

## Temporada regular
| División Atlántico | División Atlántico | División Atlántico | División Atlántico | División Atlántico | División Atlántico | División Atlántico | División Atlántico | División Atlántico |
| Equipo             | G                  | P                  | %                  | PD                 | Casa               | Fuera              | Div                |                    |
| ------------------ | ------------------ | ------------------ | ------------------ | ------------------ | ------------------ | ------------------ | ------------------ | ------------------ |
| y-Boston Celtics   | 51                 | 31                 | .622               | —                  | 34–7               | 17–24              | 19–9               |                    |
| x-New York Knicks  | 51                 | 31                 | .622               | —                  | 30–11              | 21–20              | 20–8               |                    |
| x-New Jersey Nets  | 40                 | 42                 | .488               | 11                 | 25–16              | 15–26              | 15–13              |                    |
| x-Miami Heat       | 38                 | 44                 | .463               | 13                 | 28–13              | 10–31              | 14–14              |                    |
| Philadelphia 76ers | 35                 | 47                 | .427               | 16                 | 23–18              | 12–29              | 15–13              |                    |
| Washington Bullets | 25                 | 57                 | .305               | 26                 | 14–27              | 11–30              | 7–21               |                    |
| Orlando Magic      | 21                 | 61                 | .256               | 30                 | 13–28              | 8–33               | 8–20               |                    |

## Playoffs

### Primera ronda
Boston Celtics  vs. Indiana Pacers
| Fecha       | Partido                                | Ciudad       |
| ----------- | -------------------------------------- | ------------ |
| 23 de abril | Boston Celtics 124, Indiana Pacers 113 | Boston       |
| 25 de abril | Boston Celtics 119, Indiana Pacers 112 | Boston       |
| 27 de mayo  | Indiana Pacers 98, Boston Celtics 102  | Indianapolis |
|             | Boston Celtics gana las series 3-0     |              |

### Semifinales de Conferencia
Cleveland Cavaliers  vs. Boston Celtics
| Fecha      | Partido                                     | Ciudad    |
| ---------- | ------------------------------------------- | --------- |
| 2 de mayo  | Cleveland Cavaliers 101, Boston Celtics 76  | Cleveland |
| 4 de mayo  | Cleveland Cavaliers 98, Boston Celtics 104  | Cleveland |
| 8 de mayo  | Boston Celtics 110, Cleveland Cavaliers 107 | Boston    |
| 10 de mayo | Boston Celtics 112, Cleveland Cavaliers 114 | Boston    |
| 13 de mayo | Cleveland Cavaliers 114, Boston Celtics 98  | Cleveland |
| 15 de mayo | Boston Celtics 122, Cleveland Cavaliers 91  | Boston    |
| 17 de mayo | Cleveland Cavaliers 122, Boston Celtics 104 | Cleveland |
|            | Cleveland Cavaliers gana las series 4-3     |           |

## Estadísticas

### Temporada regular
| Rk | Jugador          | Edad | P  | PT | MP   | TC  | TCI  | %TC  | T3  | T3I | %T3  | TL  | TLI | %TL   | RO  | RD  | RT  | AS  | RB  | TAP | BP  | FP  | PTS  |
| -- | ---------------- | ---- | -- | -- | ---- | --- | ---- | ---- | --- | --- | ---- | --- | --- | ----- | --- | --- | --- | --- | --- | --- | --- | --- | ---- |
| 1  | Reggie Lewis     | 26   | 82 | 82 | 37.4 | 8.6 | 17.0 | .503 | 0.1 | 0.3 | .238 | 3.6 | 4.2 | .851  | 1.4 | 3.4 | 4.8 | 2.3 | 1.5 | 1.3 | 1.7 | 3.1 | 20.8 |
| 2  | Larry Bird       | 35   | 45 | 45 | 36.9 | 7.8 | 16.8 | .466 | 1.2 | 2.8 | .406 | 3.3 | 3.6 | .926  | 1.0 | 8.6 | 9.6 | 6.8 | 0.9 | 0.7 | 2.8 | 1.8 | 20.2 |
| 3  | Kevin Gamble     | 26   | 82 | 77 | 30.4 | 5.9 | 11.1 | .529 | 0.1 | 0.4 | .290 | 1.7 | 1.9 | .885  | 1.0 | 2.5 | 3.5 | 2.7 | 0.9 | 0.5 | 1.2 | 2.4 | 13.5 |
| 4  | Robert Parish    | 38   | 79 | 79 | 28.9 | 5.9 | 11.1 | .535 | 0.0 | 0.0 |      | 2.3 | 2.9 | .772  | 2.8 | 6.2 | 8.9 | 0.9 | 0.9 | 1.2 | 1.7 | 2.2 | 14.1 |
| 5  | Dee Brown        | 23   | 31 | 20 | 28.5 | 4.8 | 11.3 | .426 | 0.2 | 0.7 | .227 | 1.9 | 2.5 | .769  | 0.5 | 2.1 | 2.5 | 5.3 | 1.1 | 0.2 | 1.9 | 2.4 | 11.7 |
| 6  | Brian Shaw       | 25   | 17 | 3  | 25.6 | 4.1 | 9.6  | .427 | 0.0 | 0.4 | .000 | 2.1 | 2.4 | .875  | 0.6 | 3.4 | 4.1 | 5.2 | 0.7 | 0.6 | 1.9 | 1.7 | 10.3 |
| 7  | Kevin McHale     | 34   | 56 | 1  | 25.0 | 5.8 | 11.3 | .509 | 0.0 | 0.2 | .000 | 2.4 | 2.9 | .822  | 2.1 | 3.8 | 5.9 | 1.5 | 0.2 | 1.1 | 1.5 | 2.0 | 13.9 |
| 8  | John Bagley      | 31   | 73 | 59 | 23.9 | 3.1 | 6.9  | .441 | 0.1 | 0.6 | .238 | 0.9 | 1.3 | .716  | 0.5 | 1.7 | 2.2 | 6.6 | 0.8 | 0.1 | 2.0 | 1.7 | 7.2  |
| 9  | Ed Pinckney      | 28   | 81 | 36 | 23.7 | 2.5 | 4.7  | .537 | 0.0 | 0.0 | .000 | 2.6 | 3.1 | .812  | 3.1 | 3.9 | 7.0 | 0.8 | 0.9 | 0.7 | 0.9 | 2.0 | 7.6  |
| 10 | Rick Fox         | 22   | 81 | 5  | 19.0 | 3.0 | 6.5  | .459 | 0.3 | 0.9 | .329 | 1.7 | 2.3 | .755  | 0.9 | 1.8 | 2.7 | 1.6 | 1.0 | 0.4 | 1.5 | 2.8 | 8.0  |
| 11 | Sherman Douglas  | 25   | 37 | 0  | 17.7 | 2.7 | 6.0  | .455 | 0.0 | 0.2 | .111 | 1.8 | 2.7 | .680  | 0.3 | 1.2 | 1.5 | 4.1 | 0.6 | 0.2 | 1.6 | 1.8 | 7.3  |
| 12 | Joe Kleine       | 30   | 70 | 3  | 14.2 | 2.1 | 4.2  | .491 | 0.1 | 0.1 | .500 | 0.5 | 0.7 | .708  | 1.3 | 2.9 | 4.2 | 0.5 | 0.3 | 0.2 | 0.4 | 1.4 | 4.7  |
| 13 | Rickey Green     | 37   | 26 | 0  | 14.1 | 1.8 | 4.0  | .447 | 0.0 | 0.2 | .250 | 0.5 | 0.7 | .722  | 0.1 | 0.8 | 0.9 | 2.6 | 0.7 | 0.0 | 0.7 | 1.1 | 4.1  |
| 14 | Kevin Pritchard  | 24   | 11 | 0  | 12.4 | 1.5 | 3.1  | .471 | 0.0 | 0.3 | .000 | 1.3 | 1.6 | .778  | 0.1 | 0.9 | 1.0 | 2.7 | 0.3 | 0.4 | 1.0 | 1.5 | 4.2  |
| 15 | Tony Massenburg  | 24   | 7  | 0  | 6.6  | 0.6 | 1.3  | .444 | 0.0 | 0.0 |      | 0.3 | 0.6 | .500  | 0.3 | 1.0 | 1.3 | 0.0 | 0.0 | 0.1 | 0.3 | 1.0 | 1.4  |
| 16 | Larry Robinson   | 24   | 1  | 0  | 6.0  | 1.0 | 5.0  | .200 | 0.0 | 0.0 |      | 0.0 | 0.0 |       | 2.0 | 0.0 | 2.0 | 1.0 | 0.0 | 0.0 | 1.0 | 3.0 | 2.0  |
| 17 | Stojko Vranković | 28   | 19 | 0  | 5.8  | 0.8 | 1.7  | .469 | 0.0 | 0.0 |      | 0.4 | 0.6 | .583  | 0.4 | 1.1 | 1.5 | 0.3 | 0.0 | 0.9 | 0.5 | 1.2 | 1.9  |
| 18 | Kenny Battle     | 27   | 8  | 0  | 5.8  | 0.4 | 0.5  | .750 | 0.0 | 0.0 |      | 1.0 | 1.0 | 1.000 | 0.4 | 0.8 | 1.1 | 0.0 | 0.1 | 0.0 | 0.3 | 0.5 | 1.8  |

### Playoffs
| Rk | Jugador          | Edad | P  | PT | MP   | TC   | TCI  | %TC   | T3  | T3I | %T3  | TL  | TLI | %TL   | RO  | RD  | RT  | AS  | RB  | TAP | BP  | FP  | PTS  |
| -- | ---------------- | ---- | -- | -- | ---- | ---- | ---- | ----- | --- | --- | ---- | --- | --- | ----- | --- | --- | --- | --- | --- | --- | --- | --- | ---- |
| 1  | Reggie Lewis     | 26   | 10 | 10 | 40.8 | 11.5 | 21.8 | .528  | 0.2 | 0.6 | .333 | 4.8 | 6.3 | .762  | 1.1 | 3.2 | 4.3 | 3.9 | 2.4 | 0.8 | 1.6 | 3.8 | 28.0 |
| 2  | Kevin Gamble     | 26   | 10 | 10 | 33.5 | 6.2  | 13.1 | .473  | 0.0 | 0.2 | .000 | 1.2 | 1.5 | .800  | 1.3 | 2.9 | 4.2 | 2.3 | 1.2 | 0.6 | 1.0 | 2.6 | 13.6 |
| 3  | Robert Parish    | 38   | 10 | 10 | 33.5 | 5.0  | 10.1 | .495  | 0.0 | 0.0 |      | 2.0 | 2.8 | .714  | 3.8 | 5.9 | 9.7 | 1.4 | 0.7 | 1.5 | 0.9 | 2.2 | 12.0 |
| 4  | Ed Pinckney      | 28   | 10 | 8  | 31.4 | 3.5  | 5.8  | .603  | 0.0 | 0.1 | .000 | 2.6 | 3.1 | .839  | 3.6 | 4.8 | 8.4 | 0.7 | 1.2 | 0.9 | 1.3 | 3.0 | 9.6  |
| 5  | John Bagley      | 31   | 10 | 10 | 30.8 | 4.2  | 9.5  | .442  | 0.1 | 0.4 | .250 | 2.6 | 3.7 | .703  | 0.8 | 1.9 | 2.7 | 8.5 | 0.9 | 0.1 | 3.5 | 1.7 | 11.1 |
| 6  | Kevin McHale     | 34   | 10 | 0  | 30.6 | 6.5  | 12.6 | .516  | 0.0 | 0.1 | .000 | 3.5 | 4.4 | .795  | 2.1 | 4.6 | 6.7 | 1.3 | 0.5 | 0.5 | 0.9 | 3.4 | 16.5 |
| 7  | Larry Bird       | 35   | 4  | 2  | 26.8 | 5.3  | 10.5 | .500  | 0.0 | 1.3 | .000 | 0.8 | 1.0 | .750  | 0.5 | 4.0 | 4.5 | 5.3 | 0.3 | 0.5 | 1.5 | 1.8 | 11.3 |
| 8  | Dee Brown        | 23   | 6  | 0  | 20.0 | 3.7  | 7.3  | .500  | 0.0 | 0.5 | .000 | 0.7 | 1.0 | .667  | 0.5 | 1.5 | 2.0 | 5.2 | 0.2 | 0.7 | 1.2 | 2.7 | 8.0  |
| 9  | Sherman Douglas  | 25   | 6  | 0  | 10.8 | 1.5  | 4.2  | .360  | 0.0 | 0.3 | .000 | 0.2 | 0.3 | .500  | 0.2 | 0.5 | 0.7 | 1.7 | 0.0 | 0.0 | 0.7 | 1.3 | 3.2  |
| 10 | Joe Kleine       | 30   | 9  | 0  | 9.1  | 1.0  | 2.4  | .409  | 0.0 | 0.1 | .000 | 0.2 | 0.2 | 1.000 | 0.7 | 1.8 | 2.4 | 0.1 | 0.0 | 0.1 | 0.3 | 1.2 | 2.2  |
| 11 | Rick Fox         | 22   | 8  | 0  | 8.4  | 1.4  | 2.9  | .478  | 0.4 | 0.8 | .500 | 0.5 | 0.5 | 1.000 | 0.4 | 0.4 | 0.8 | 0.5 | 0.3 | 0.3 | 0.3 | 1.4 | 3.6  |
| 12 | Stojko Vranković | 28   | 1  | 0  | 3.0  | 1.0  | 1.0  | 1.000 | 0.0 | 0.0 |      | 0.0 | 0.0 |       | 0.0 | 0.0 | 0.0 | 1.0 | 0.0 | 0.0 | 0.0 | 0.0 | 2.0  |

## Galardones y récords
| Jugador/Entrenador | Galardón                                |
| Rick Fox           | 2.º Mejor quinteto de rookies de la NBA |
| Larry Bird         | All-Star                                |
| Reggie Lewis       | All-Star                                |